# Kungsängen
Kungsängen este un oraș în Suedia.

## Demografie
| \| Evoluția demografică a zonei urbane Kungsängen, 1970–2015 \| Evoluția demografică a zonei urbane Kungsängen, 1970–2015 \| Evoluția demografică a zonei urbane Kungsängen, 1970–2015 \| Evoluția demografică a zonei urbane Kungsängen, 1970–2015 \| Evoluția demografică a zonei urbane Kungsängen, 1970–2015 \| \| --------------------------------------------------------------------------------------- \| --------------------------------------------------------- \| --------------------------------------------------------- \| --------------------------------------------------------- \| --------------------------------------------------------- \| \| An \| \| \| Locuitori \| \| \| 1970 \| 1970 \| \| 3.249 \| 3.249 \| \| 1975 \| 1975 \| \| 3.008 \| 3.008 \| \| 1980 \| 1980 \| \| 2.927 \| 2.927 \| \| 1990 \| 1990 \| \| 7.193 \| 7.193 \| \| 1995 \| 1995 \| \| 7.324 \| 7.324 \| \| 2000 \| 2000 \| \| 7.309 \| 7.309 \| \| 2005 \| 2005 \| \| 7.367 \| 7.367 \| \| 2010 \| 2010 \| \| 9.382 \| 9.382 \| \| 2015 \| 2015 \| \| 10.151 \| 10.151 \| \| Sursa: SCB - Statistika Centralbyrån, Folkmängden per tätort. Vart femte år 1960 - 2016 \| \| \| \| \| |      |  |           |        |
| Evoluția demografică a zonei urbane Kungsängen, 1970–2015 |      |  |           |        |
| An |      |  | Locuitori |        |
| 1970 | 1970 |  | 3.249     | 3.249  |
| 1975 | 1975 |  | 3.008     | 3.008  |
| 1980 | 1980 |  | 2.927     | 2.927  |
| 1990 | 1990 |  | 7.193     | 7.193  |
| 1995 | 1995 |  | 7.324     | 7.324  |
| 2000 | 2000 |  | 7.309     | 7.309  |
| 2005 | 2005 |  | 7.367     | 7.367  |
| 2010 | 2010 |  | 9.382     | 9.382  |
| 2015 | 2015 |  | 10.151    | 10.151 |
| Sursa: SCB - Statistika Centralbyrån, Folkmängden per tätort. Vart femte år 1960 - 2016 |      |  |           |        |